# 米-吨-秒制
米-吨-秒制或稱為MTS單位制，是一種计量单位制，分别使用米、吨及秒作為長度、質量及時間的基本單位，和國際單位制及厘米-克-秒制一様屬於公制，但其單位較大，較適合工業使用。
米-吨-秒制是法國人發明的，因此像sthène（斯坦，力的單位）、pièze（皮玆，壓强的單位）等單位為法文。法國在1919年4月2日導入此單位制，其中一個原因是讓水的密度對應單位密度ρH2O ≈ 1 t/m3。不過在和電磁單位整合時，電磁單位無法和米-吨-秒制整合。在1948年時法國的委員會建議政府改用米-千克-秒制（MKS制）。
在1919年至1961年間曾為法國的法定單位系統（"décret" May 5, 1961, "Journal Officiel"），蘇聯在1933年也采用此單位制，但在1955年時廢除。

## 單位
米-吨-秒制的單位如下：
- 長度：米
- 體積：立方米或公升
1 m3 ≡ 1 kL
- 質量：公噸
1 t = 103 kg = 1 Mg
- 時間：秒
- 力：斯坦（sthène，簡稱sn）
1 sn = 1 t·m/s2 = 103 N = 1 kN
- 能量：斯坦·米 = 千焦耳
1 sn·m = 1 t·m2/s2 = 103 J = 1 kJ
- 功率：斯坦·米/秒 = 千瓦,
1 sn·m/s = 1 t·m2/s3 = 103 W = 1 kW
- 壓强：皮兹（英语：Pièze）（pièze，簡稱pz）
1 pz = 1 t/m·s2 = 103 Pa = 1 kPa = 1 centibar (cbar)